# 公平處理
公平處理（英語：fair dealing），是不少奉行普通法在制訂版權法時所依從的基本原則，以使版權法不致於過度膨脹，並成為防害資訊流通的障礙。
公平處理是其中一種保護措施，旨在豁免使用者對版權法中獨有權利 (exclusive right) 的侵犯。不同於美國法律中相類似的合理使用（英語：fair use），在沒有被列入以下範疇的行為中，公平處理並不適用。具商業特徵的行為或會被简单地假定為適用於公平處理，但實際上，普通法法庭可以裁定這些具商業特徵的行為是侵犯版權法的，因為公平處理並不具有和美國法律中合理使用一樣高的彈性。

## 澳洲
在澳洲，公平處理適用於以下範疇：
- 研究與學習
- 評論與批評
- 新聞報道
- 法律建議 (雖然王室被視為擁有聯邦法令的版權，而每個州也被視為擁有該州法令的版權)

澳洲有一項公認條款 (deeming provision)，保障任何對書本或報張的複印，只要複印範圍不多於一個章節或者少於完整作品的10%，都適用於公平處理。 (這項條款，是由一次針對一所大學圖書館允許使用者侵犯版權法的成功訴訟所帶來的)
關於重新使用受版權保護的圖片或繪圖，澳州版權法案 (the Australian Copyright Act) 中公平處理條款，並不對基於研究與學習的使用，設立不得多於總數10%的限制。事實上，類似美國的合理使用概念，每一個基於研究與學習的使用都會被獨立評估，以決定它是否公平。決定一個使用是否公平的準則包括，使用的目的以及處理的特徵，該作品的本質，在合理時間內通過商業途徑取得該作品的可能性，對該作品在潛在市場以及價值上的影響，和複製量的多少。

## 加拿大
加拿大的公平處理概念類似英國和澳洲。加拿大的版權法案 (the Copyright Act) 中的公平處理條款，允許使用者复制作品的一部分作为研究與私人學習用途。不同於美國的合理使用被視為被允許的侵權，加拿大的公平處理並不被視為侵權。
在2004年CCH Canadian Ltd. 訴 Law Society of Upper Canada 案 (CCH Canadian Ltd. v. Law Society of Upper Canada) 中，加拿大最高法院的裁決極大闡明了加拿大的公平處理概念。
在考慮公平處理時，加拿大最高法院作出了以下的普遍觀察:「有關侵犯版權的豁免權，某些普遍考慮是有必要闡明的。程序上，被告有責任證明他或她就一件作品的處理是公平的；但是，或許將基於公平處理的豁免權理解為版權法案的一個組成部分，比將它簡單地視為一種罪行更加正確。在基於公平處理的豁免權範圍內的任何行動，都不是對版權的侵犯。與其他版權法案的豁免權一樣，基於公平處理的豁免權是使用者的一種權利。為保持版權擁有者的權利與使用者利益間的正當平衡，基於公平處理的豁免權並不應被限制性地闡釋。......使用者權利並非漏洞。所以，擁有者權利與使用者權利，基於救濟性立法 (remedial legislation)，都應當被給予公平與平衡的解釋。」
加拿大最高法院接著確立了六項主要準則來判別公平處理。
1. 處理目的：它是不是為了研究、個人學習、批評、評論或新聞報道？加拿大最高法院指出「這些被允許的目的並不應被限制性地闡釋，否則使用者的權利將被過份地限制。」
2. 處理特徵：該份作品是怎樣的？是一份複製本或是多份？複製本是被廣泛散播或是被局限在一群人中？當複製的目的達成後，複製本有否被銷毀？該行業的一般做法是怎樣的？
3. 處理量：該作品有多少篇幅被使用？被侵權的作品有何重要？假如僅僅是少量地引用，或已足夠令該行動符合公平處理。在某些情況下，即使是完整的引用也可能是公平處理。
4. 處理的替代品：使用者能否取用其他「不受版權保護又與該作品等價的替代品」 (non-copyrighted equivalent of the work)？即使沒有被複製，該作品能否被正確地批評？
5. 作品的本質：複製一件從未出版的作品比複製一件已出版的作品更加公平，「因為獲得承認的複製，可能導致該作品在公眾中得到更廣泛的散佈，這也是版權法的其中一個目的。可是，假如該作品是機密的，則這個處理將傾向不公平。」
6. 對作品的處理所造成的影響：這行為是否很可能影響到該作品的市場？「雖然處理對版權擁有者的市場造成的影響是一個重要因素，但在判別一個處理是否公平時，這並非法庭唯一或最重要的考慮因素。」僅僅一個處理侵權的說明並不足夠，大部分情況下實據是有需要的。

「取決於一件不法侵權處理的真實成份，以上因素或多或少都與如何就該處理的公平性下斷言相關。在某些情況下，某些不在上列的因素，也有可能幫助法院判別該處理是否公平。」
代表加拿大教育界的游說團體─加拿大大學院校協會 (AUCC, The Association of Universities and Colleges of Canada) 認為因研究與私人學習而製造下列的複製品，是符合公平處理的：
- 一本書中有關科學、技術或學者的周期性文章，或一本包含其他作品的周期性發行物;
- 一篇報張上的文章，或一條百科全書、具注釋的參考書目或其他相類似作品上的條目;或
- 一本書或包含其他作品的期刊上的短故事、劇本、詩歌或散文。

加拿大大學院校協會認為，學系內的成員或學生能夠在公平處理下複製一本書或其他完整作品的部份。現今加拿大法律並沒有一個嚴緊的規定，有的只是完整作品10%這一粗略的指標。加拿大大學院校協會亦認為公平處理的應用並不應只局限於複印上，其他複製手段亦應包含其中，包括複製在投影片、縮影片和幻燈片上。有關多份複製品和複製超過上述提及的範圍，加拿大大學院校協會建議向加拿大其中一個集體著作權組織 (copyright collectives)─加拿大版權授權代理 (CANCOPY, the Canadian Copyright Licensing Agency) 索取複製授權。

## 香港
香港法例第528章《版權條例》中，「公平處理」準則大致比照英國《1988年版權、設計及專利法令》，允許的條件包括：
- 研究及私人研習（第38條）；
- 批評、評論及新聞報導（第39、241條）；
- 為教學或接受教學目的（第41A、242A條）；
- 為公共行政的目的（第54A、246A條）；

## 參看
- 數位版權管理

## 外部連結
- Australian Fair Dealing (statute)
- Canadian Fair Dealing (statute) （页面存档备份，存于）
- CCH Canadian Ltd. v. Law Society of Upper Canada
- Canadian Access © （页面存档备份，存于）
- Association of Universities and Colleges of Canada Copyright Guide (pdf file)
- Fair dealing under Singapore law of 1987
- Fair dealing under Australian law
- A comparison of "fair dealing" variants